# Рат краља Филипа
Рат краља Филипа (1675—1676), најкрвавији рат између европских колониста и америчких староседелаца у Новој Енглеској XVII века, познат је и под именима Први индијански рат, Метакомов рат, Метакометов рат и Метакомова побуна. До 1660. досељеници, чији опстанак више није зависио од Индијанаца, продрли су на индијанску територију у Масачусетсу, Конектикату и Роуд Ајланду. Да би заштитио своје земље, поглавица племена Вампаноаг краљ Филип (Метаком) организовао је племенски савез, који је 1675. уништио неколико пограничних насеља. У знак освете, колонијална милиција запалила је индијанска села и усеве. После Филипове смрти 1676. индијански отпор је замро, aли су битке у најсевернијим деловима Нове Енглеске вођене све до потписивања Споразума из Каско Беја априла 1678. Процењује се да је у сукобу погинуло 600 досељеника и 3.000 Индијанаца.